# Chingizid transaltaica
Chingizid transaltaica is een vlinder uit de familie van de Houtboorders (Cossidae). De wetenschappelijke naam van de soort is voor het eerst gepubliceerd in 1970 door Franz Daniel.
De soort komt voor in Zuid-Mongolië